# Айтуганов, Нуркен
Нурке́н Айтуга́нов (каз. Нұркен Айтуғанов; 1916 — 1993) — комбайнёр Черниговской МТС Нуринского района Карагандинской области, Казахская ССР. Герой Социалистического Труда (1957).

## Биография
Родился в 1916 году на территории Акмолинского уезда Акмолинской области (ныне — Нуринский район Карагандинской области).
Происходит из подрода тока рода куандык племени аргын.
Во время коллективизации работал пастухом в сельскохозяйственной артели «Жана-Берлик». С 1938 года после окончания школы механизации сельского хозяйства работал трактористом в колхозе имени Калинина Нуринского района в селе Черниговка. С 1939 года трудился комбайнёром в этом же колхозе.
В декабре 1942 года призван в ряды Рабочие-крестьянской Красной армии. Участвовал в Великой Отечественной войне. Воевал на Западном фронте, был дважды ранен. Летом 1943 года направлен в распоряжение штаба формировавшейся в резерве Ставки ВГК 159-й стрелковой дивизии и был определён пулеметчиком во 2-ю пулеметную роту 558-го стрелкового полка. Участвовал в освобождении Смоленской области и восточных районов Белоруссии. В феврале 1944 года был ранен под Оршей, но быстро вернулся в строй. В июле 1944 года отличился в боях за город Вильно, за что награждён орденом Красной Звезды. В том же месяце был ранен на реке Неман. После лечения в госпитале получил назначение в 1108-й стрелковые полк 331-й стрелковой дивизии. Воевал в должности подносчика мин в 3-й, затем 1-й миномётный ротах. За отличие в боях в Восточной Пруссии награждён орденом Славы 3-й степени и двумя медалями «За отвагу». В марте 1945 года получил очередное ранение и после извлечения направлен в отдельную роту химической защиты 83-й гвардейской стрелковой дивизии, в составе которой завершил боевой путь.
После демобилизации в 1945 году гвардии ефрейтор Айтуганов возвратился в родной колхоз, где продолжил трудиться комбайнёром. В 1953 году вступил в КПСС.
Указом Президиума Верховного Совета СССР от 11 января 1957 года за особо выдающиеся успехи, достигнутые в работе по освоению целинных и залежных земель, и получение высокого урожая Нуркену Айтуганову присвоено звание Героя Социалистического Труда с вручением ордена Ленина и золотой медали «Серп и Молот».
Участвовал во Всесоюзной выставке ВДНХ, где получил золотую медаль.
С 1954 по 1980 год — председатель Черниговского сельского совета.

## Награды
- Герой Социалистического Труда — указом Президиума Верховного Совета СССР 11 января 1957 года
- Медаль «Серп и Молот» (11.01.1957)
- Орден Ленина — дважды
- Орден Отечественной войны II степени (11.03.1985)
- Орден Красной Звезды (14.08.1944)
- Орден Славы III степени (21.01.1945)
- Медаль «За отвагу» — дважды (19.09.1944; 07.03.1945)
- Золотая медаль ВДНХ
- Бронзовая медаль ВДНХ — дважды (08.13.1964; 03.06.1974)